# Green House Music
Green House Music is een Duits platenlabel voor jazz en klassieke muziek. Het in Wuppertal gevestigde label wordt geleid door jazzpianist René Pretschner. Op het label is jazzmuziek uitgebracht van onder meer Pretschner, Rob van den Broek/Wiro Mahieu, Hubert Nuss, Frank Sichmann en Gabriel Pérez, en klassieke muziek uitgevoerd door Nini Funke en Jennifer Lim. De platen worden geproduceerd door Pretschner.